# VDL Groep
VDL Groep B.V. è un conglomerato multinazionale olandese attivo soprattutto nei settori automobilistico e metalmeccanico attraverso la produzione di semilavorati e veicoli, prevalentemente automobili e autobus, ma anche nei settori alimentare, energia e infrastrutture.
Il gruppo, controllato dalla famiglia Van der Leegte, è composto da oltre 100 aziende ed è presente in 19 paesi.

## Storia
Nel 1953 Pieter van der Leegte fondò a Eindhoven l'officina Metaalindustrie en Constructiewerkplaats P. van der Leegte, avendo tra i primi clienti Philips e DAF Trucks. Già nel corso degli anni '60 l'azienda iniziò la produzione di elettrodomestici tra cui lavatrici e riscaldatori.
In seguito ad un importante ordine (poi ridimensionato) di paracatena per Honda, si decise di trasferire nel 1962 la sede dell'azienda ad Hapert, nel comune di Hoogeloon, Hapert en Casteren. Le crescenti difficoltà economiche dell'azienda e l'aggravarsi delle condizioni di salute di Pieter lo spinsero ad affidare l'azienda al figlio diciannovenne Wim, che nel 1972 acquistò le azioni del padre divenendo l'unico proprietario dell'azienda, che diversi anni dopo fu ribattezzata in VD Leegte Metaal.
Nel 1993 il gruppo entrò nel settore della produzione di autobus acquistando da DAF Trucks la divisione DAF Bus International, ribattezzata quindi VDL Bus & Coach. Nello stesso settore il gruppo acquistò poi il gruppo Berkhof-Jonckheere nel 1998 e BOVA nel 2003.
Nel 2012 l'azienda ha acquistato la fabbrica NedCar, dedicata all'assemblaggio di automobili su licenza.

## Produzioni
La divisione autobus e pullman si compone di pullman, autobus del trasporto pubblico, moduli di telai, autobus usati e mini e midi bus. Il settore dei prodotti finiti è ampio; infatti VDL Groep produce: sistemi di sospensione per l'industria automobilistica, sistemi di automazione della produzione, di riscaldamento, di raffreddamento, sistemi per l'industria petrolchimica e del gas, attrezzature per la movimentazione container, sistemi per il settore agricolo, box portapacchi, sistemi di produzione di supporti ottici e sistemi medicali.